# Дублін (Нью-Гемпшир)

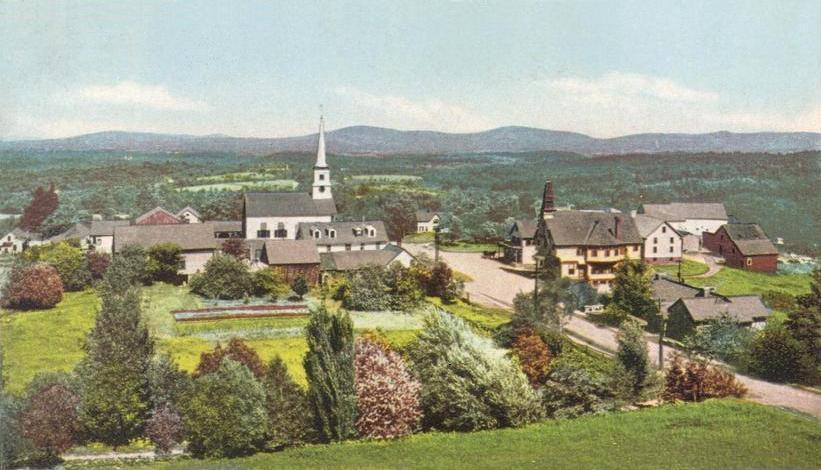
Центр Дубліна, 1906.

Дублін (англ. Dublin) — місто (англ. town) в США, в окрузі Чешир штату Нью-Гемпшир. Населення — 1532 особи (2020).

## Географія

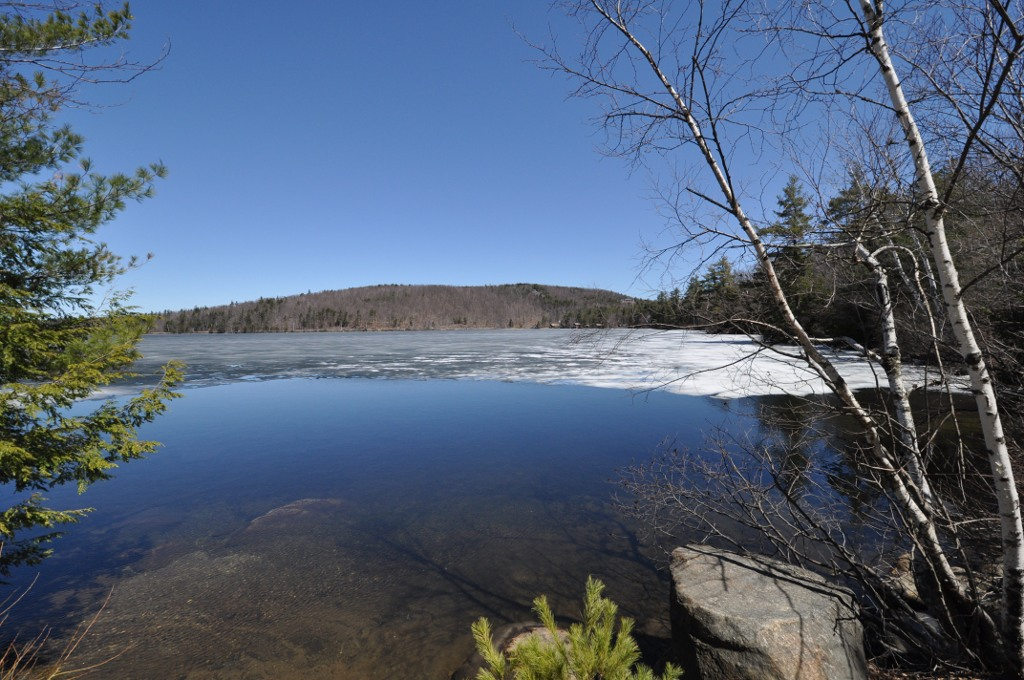
Озеро Дублін-Понд

Дублін розташовано у південній частині штату приблизно за 100 кілометрів від океану. Площа містечка становить 75,37 км², з яких 2,85 км (3,78 %) займають відкриті водні простори. Південну частину містечка займають північні схили гори Монаднок.. Тому при середня висота Дубліна над рівнем моря 440 метрів. Найвища точка містечка становить 864 метри. Із заходу до містечка примикає озеро Дублін-Понд площею майже квадратний кілометр та максимальною глибиною до 30 метрів. Через Дублін проходить автомагістраль {New Hampshire Route 101.

## Демографія
Згідно з переписом 2010 року, у місті мешкало 1597 осіб у 620 домогосподарствах у складі 458 родин. Було 785 помешкань
Расовий склад населення:
| - 97,0 % — білих - 0,8 % — азіатів - 0,3 % — корінних американців - 0,3 % — чорних або афроамериканців - 0,1 % — вихідців з тихоокеанських островів |

До двох чи більше рас належало 1,3 %. Частка іспаномовних становила 1,8 % від усіх жителів.
За віковим діапазоном населення розподілялося таким чином: 20,7 % — особи молодші 18 років, 63,6 % — особи у віці 18—64 років, 15,7 % — особи у віці 65 років та старші. Медіана віку мешканця становила 46,5 року. На 100 осіб жіночої статі у місті припадало 98,4 чоловіків; на 100 жінок у віці від 18 років та старших — 97,7 чоловіків також старших 18 років.
Середній дохід на одне домашнє господарство становив 89 335 доларів США (медіана — 69 375), а середній дохід на одну сім'ю — 104 313 долари (медіана — 88 333). Медіана доходів становила 53 611 долар для чоловіків та 38 750 доларів для жінок. За межею бідності перебувало 5,3 % осіб, у тому числі 7,6 % дітей у віці до 18 років та 4,0 % осіб у віці 65 років та старших.
Цивільне працевлаштоване населення становило 808 осіб. Основні галузі зайнятості: освіта, охорона здоров'я та соціальна допомога — 27,6 %, виробництво — 17,5 %, роздрібна торгівля — 10,5 %, науковці, спеціалісти, менеджери — 8,3 %.